# La Villa del Rosario
La Villa del Rosario é uma cidade venezuelana, capital do município de Rosario de Perijá.